# Johann Westermann (Theologe)
Johann Westermann (* um 1490 in Münster; † 1542 in Hofgeismar) war ein evangelischer Theologe und Reformator.

## Leben
Westermann entstammt einer Handwerkerfamilie in Münster. Wo und wann er in den Augustiner-Eremitenorden eintrat, steht nicht fest. Bereits 1510 studierte er in Wittenberg. Wann er Prior im Lippstädter Konvent wurde, ist nicht überliefert. Als die von Martin Luther ausgehende Bewegung in den Augustinerklöstern aufgenommen wurde, ist auch Westermann von ihr ergriffen worden.
Mit seinem Ordensbruder Koeten zog er zum zweiten Mal 1522 nach Wittenberg. Diesmal ging es um die Promotion. Westermann wurde Baccalaureus biblicus und Lizentiat. Die Thesen, über die er zu disputieren hatte, sind erhalten. Unter dem Vorsitz Andreas Bodensteins fand 1523 die Promotion statt, die zu einem aufsehenerregenden Auftritt Bodensteins führte.
Nach seiner Rückkehr nach Lippstadt entfaltete Westermann dort eine rege Predigttätigkeit, die an der Bürgerschaft nicht spurlos vorüberging. 1524/25 ließ Westermann in Lippstadt zwei Büchlein drucken; das eine enthielt Predigten über die Zehn Gebote, das andere hieß „Eyn süverlyke underwysinge, wu men beden schal“. Diese haben über die Grenzen von Lippstadt stark gewirkt.
Im November/Dezember 1533 hielt sich Westermann in seiner Vaterstadt auf, um Theodor Fabricius bei der Aufstellung einer Kirchenordnung für Münster zu helfen. Damals predigte er auch mehrfach, vermochte sich aber gegenüber der anabaptistischen Masse nicht durchzusetzen. Als er nach Lippstadt zurückkehrte, wurde die Stadt bald darauf belagert und erobert.
Aufgrund des Rezesses von 1535, den die Stadt mit dem Landesherrn, Herzog Johann von Kleve, hatte schließen müssen, war Westermann genötigt, die Stadt zu verlassen. Landgraf Philipp nahm ihn in Hessen auf und gab ihm das Pfarramt in Geismar. Von dort aus hat er 1538 und 1541 bei kirchenordnender Tätigkeit in der Grafschaft Lippe mitgewirkt. 1542 ist er in Hofgeismar gestorben. Seine Pfarrstelle übernahm Burkard Waldis.